# El Arrayán
El Arrayán es un sector pre-cordillerano de Lo Barnechea, en la ciudad de Santiago, la capital de Chile, donde se encuentra el santuario de la naturaleza homónimo.

## Descripción
Es un valle poco profundo labrado por las aguas del estero Arrayán, que desagua al oriente de Las Condes en el río Mapocho. El estero sigue un curso noreste-suroeste, desde las Lagunas del Viento. Este lugar es muy requerido por las personas que practican caminata o bicicleta de montaña.
Sus principales calles son camino Los Refugios del Arrayán, camino El Cajón, camino El Alto y Pastor Fernández, entre otras. Posee características escaleras que unen caminos, como el que une camino El Cajón con camino El Alto, llegando a El Cristo. Frente al Cristo se encuentra un altar con una estatua de la Virgen María.[cita requerida]

### Toponimia
Su nombre proviene del arrayán de Santiago o chequén. Erróneamente lo atribuyen a la Luma apiculata, árbol sudamericano, nativo de Chile y Argentina, también llamado temu o palo colorado, al que también se le llama arrayán.[cita requerida]

### Cerro Pochoco
Una de las más altas cumbres del valle es el Cerro Pochoco, que es ascendido en forma rutinaria por montañistas y excursionistas.

### Lagunas Santuario de la Naturaleza
Al final de una caminata (42,52 kilómetros de ida y vuelta) se llega a las lagunas que dan origen al estero Arrayán, las Lagunas del Viento.

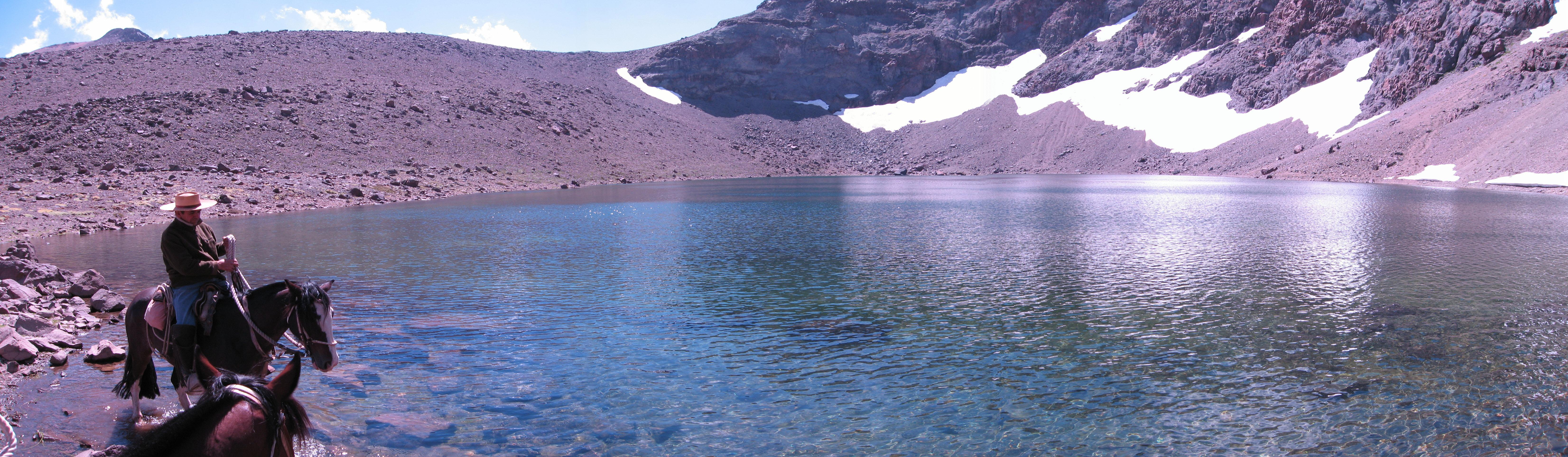
Laguna del Viento.

### Salto del Soldado
Un periplo más largo es llegar, a través del Santuario de la Naturaleza, al Salto del Soldado.

### Travesía Arrayán-Colina
Otro periplo deseado es la Travesía Arrayán-Colina que es dada solo para expertos.

## Historia

### Prehispánica

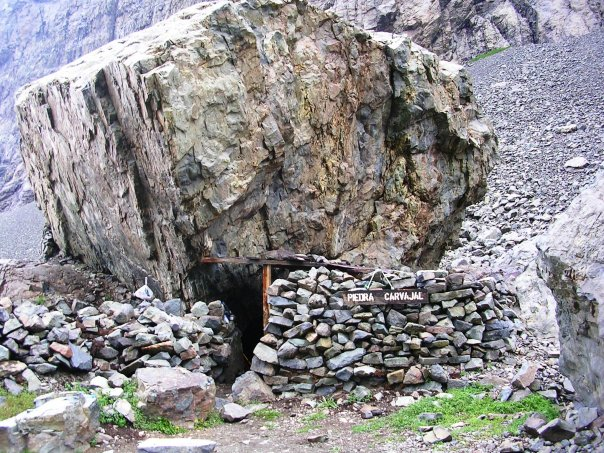
Casa Piedra Carvajal en el Santuario de la Naturaleza Yerba Loca

Esta zona de quebradas ha sido ocupada desde muy temprano en la historia humana. Hay restos de cazadores recolectores del periodo agroalfarero temprano. Posteriormente, culturas como la tradición Bato, la cultura Llolleo, y la Aconcagua ocuparon esta zona.
Ya en 1964 se relatan hallazgos de material arqueológico en la zona. En tareas de recolección superficial en el potrero "B" de La Dehesa registraron cerámica negra pulida y Aconcagua Salmón, torteros, cuentas de collar, cinco tembetás con forma discoidal con aletas, cilíndrico corto y de tarugo, tres orejeras, diez fragmentos de tubos de pipa y una pipa fragmentada descrita como "típicamente araucana"
Durante las construcciones de la zona de La Dehesa (avenida El Gabino y Avenida Santa Blanca en la Comuna) se detectaron varios yacimientos arqueológicos que correspondían a ocupaciones monocomponentes con uno o más enterratorios adscribibles al Período Algroalfarero Temprano y en específico a la denominada Tradición Bato. En la Cuenca de Santiago, predominan los sitios Bato por sobre los sitios Llolleo.
La relevancia de estos hallazgos, radica en que modifican notoriamente, la visión de un patrón de asentamiento con una orientación eminentemente costera para la Tradición Bato; y confirman un patrón para las prácticas mortuorias de la Tradición Bato, que se diferencia claramente de las del Complejo Llolleo.
De este período también se encontraron túmulos rocosos o “casas de piedra”, en el borde e interior precordillerano, como en la Dehesa y El Arrayán de la cuenca del Mapocho, o Estero Cabeza de León o El Manzano, en el Cajón del Maipo.

### Zona de huaicos
Desde la dominación inca, se sabe que esta zona es de peligro de huaicos. El último generó diversos problemas.

### SigloXIX
Mañana vien  temprano  en  la  puerta  El  Arrayan  en  casa  del  vaquero  Jasinto Lastra, sera  el  despacho,  mañana  tempranito. Abril  6  en  la  puerta del  Arrayan, vaquero Jasinto Lastra;  dice  el capatas  benga  a  despachar la jente; antes  de despachar,  voi  a  desir  que en  estas ordenes  no esplicar tanto  los  puntos,  por  que  ya lo  espliqué en  el rodeo  de Octubre;  esto sera mas  habrebiado.
1.   Vaquero, Cipriano  Vargas,  no figurará en  estos  arreos por  estar  en el potrero grande, cuidando  esos  canpos. 
2.  Vaquero  Emilio  Herrera,  con  cuatro  peones  ira  al  Cajon  de  la  Pastoza, arriará  desde  la  loma  vonita  de  la Pastoza,  el  infiernillo,  la  engañoza,  i vota  a  las  pias. 
3.  Vaquero  Carmen  Leon,  con  4  (cuatro)  peones  irá  a1  Alto  de  Conchali.  arreará  los  Lunes,  el yano  de  las  Bandurrias, el alto  de  la Carpa, la loma  ancha  de  las  arañas,  el Peñon,  mandara  un  peón  a la  casa  de piedra  alto, para  queno  se cruce  el  ganado  a  la  cruzada  de  la  Deheza, i  votará hasta  los pasos  de la  mina  Porvenir. 

Cuatro  vaqueros, Juan  Silva  con  cuatro  peones irá al Cajón  de  las Lagunas,  arreará la  loma  Amarilla, la  loma  del viento,  los  arenales, la  veguilla, sostiene un peon hasta  que caiga el ganado al cajon, de los porotos, para  que el arreo no  cruce  a  la veguilla, i sigue su arreo por  los  ollos  de los  Barrancones, las  ventanas,  el  yano  de Piñuela,  i vota  a1 manantial  vonito, i mancla un  peon  a la casa de piedra  alto que se junte con otro pe6n, que de  haver  mandado Carmen León, i  entre  los  dos;  siguen  a1  dia  siguiente.
Rafael Herrera Memoria sobre la hacienda de Las Condes en 1895.

Arrayán (Quebrada del).-—Abra entre las sierras de la Dehesa en el departamento de Santiago. Desemboca en la margen derecha del río Mapocho por la parte oriental de ese fundo. Forma una hermosa cañada, que de allí penetra hacia el NO., ceñida de altos cerros, en cuyas laderas sobre ella, se encuentran minas de plata y de cobre, y que contiene en su fondo tierras de cultivo y abundancia de vegetación. Hacia sus cabeceras hay un paraje despejado y pintoresco en el que brota cantidad de agua caliza con otros elementos minerales, cuya temperatura es de 30º del centígrado. 
Francisco Solano Asta-Buruaga y Cienfuegos, Diccionario Geográfico de la República de Chile (1897 ) 

## Zona turística
La zona está llena de restaurantes típicos como Doña Tina, Mi Rancho, Los Gordos o el Hansel y Gretel.

## Fundación Parque Familiar El Arrayán
En el interior del Cajón se creó un Parque destinado a familias con familias numerosas, las que viven hasta el momento en esa zona (se recomienda conducir con extremo cuidado, a toda hora).

## Santuario de la naturaleza del Arrayán
La reserva natural Santuario de la Naturaleza del Arrayán, es un complejo turístico que ofrece a las personas la oportunidad de disfrutar de la vida al aire libre y de interactuar con la flora y fauna típica de la zona cordillerana de la región metropolitana.Con la Cordillera de los Andes y las aguas del estero El Arrayán como principales exponentes de la majestuosa geografía del lugar, este recinto es ideal para la práctica de deportes, tales como; pesca con mosca, montañismo y ciclismo de montaña

## Clima
El Arrayan tiene un clima mediterráneo caracterizado por un verano cálido y seco, otoños y primaveras suaves y unos inviernos frescos y lluviosos. Enero es el mes más caluroso del año con una temperatura máxima media de 22.1 °C, siendo junio y julio los meses más fríos con una temperatura mínima media de 2.1 °C, anualmente llueven unos 403 mm, los cuales se concentran mayormente en invierno.
| Parámetros climáticos promedio de El Arrayán | Parámetros climáticos promedio de El Arrayán | Parámetros climáticos promedio de El Arrayán | Parámetros climáticos promedio de El Arrayán | Parámetros climáticos promedio de El Arrayán | Parámetros climáticos promedio de El Arrayán | Parámetros climáticos promedio de El Arrayán | Parámetros climáticos promedio de El Arrayán | Parámetros climáticos promedio de El Arrayán | Parámetros climáticos promedio de El Arrayán | Parámetros climáticos promedio de El Arrayán | Parámetros climáticos promedio de El Arrayán | Parámetros climáticos promedio de El Arrayán | Parámetros climáticos promedio de El Arrayán |
| Mes                                          | Ene.                                         | Feb.                                         | Mar.                                         | Abr.                                         | May.                                         | Jun.                                         | Jul.                                         | Ago.                                         | Sep.                                         | Oct.                                         | Nov.                                         | Dic.                                         | Anual                                        |
| -------------------------------------------- | -------------------------------------------- | -------------------------------------------- | -------------------------------------------- | -------------------------------------------- | -------------------------------------------- | -------------------------------------------- | -------------------------------------------- | -------------------------------------------- | -------------------------------------------- | -------------------------------------------- | -------------------------------------------- | -------------------------------------------- | -------------------------------------------- |
| Temp. máx. media (°C)                        | 22.1                                         | 18.4                                         | 17.8                                         | 14.0                                         | 8.0                                          | 5.5                                          | 6.8                                          | 7.7                                          | 11.6                                         | 14.7                                         | 18.6                                         | 20.0                                         | 13.8                                         |
| Temp. media (°C)                             | 17.1                                         | 14.5                                         | 12.6                                         | 10.5                                         | 6.3                                          | 3.8                                          | 5.0                                          | 5.8                                          | 8.5                                          | 11.6                                         | 13.9                                         | 15.7                                         | 10.4                                         |
| Temp. mín. media (°C)                        | 12.2                                         | 10.6                                         | 7.4                                          | 6.1                                          | 4.5                                          | 2.1                                          | 3.2                                          | 3.8                                          | 5.4                                          | 8.5                                          | 9.2                                          | 11.3                                         | 7                                            |
| Precipitación total (mm)                     | 1                                            | 4                                            | 12                                           | 26                                           | 57                                           | 133                                          | 86                                           | 52                                           | 23                                           | 7                                            | 2                                            | 0                                            | 403                                          |
| Fuente: Meteoblue                            |                                              |                                              |                                              |                                              |                                              |                                              |                                              |                                              |                                              |                                              |                                              |                                              |                                              |

## Canal El Arrayán
El Canal El Arrayán es una obra hidráulica de más de 100 años de antigüedad, que capta sus aguas del Estero El Arrayán, en el sector denominado "novillo muerto", ubicándose al costado oriente del Estero en la ladera del Cajón del Arrayán, Lo Barnechea, Santiago, Región Metropolitana, Chile. En la actualidad consta con una red de más de 10 km de canales cubriendo 47 ha y prestando servicios a más de 60 regantes activos.
En su primera sección, el Canal El Arrayán corre de norte a sur, al oriente y paralelamente a Camino El Cajón del Arrayán. Su segunda sección efectúa un giro al oriente, por la ladera del Pochoco y corre paralelo a Camino el Alto hasta bifucarse en un ramal central, dos ramales menores (Acacias y El Cristo) y en un ramal que riega las laderas del cajón del Río Mapocho. La tercera y última sección está formada por tres ramales terminales: El ramal El Cerro y El Bajo que van de poniente a oriente paralelos al Río Mapocho y el ramal Pastor Fernández que baja de oriente a poniente desembocando todos ellos en el Río Mapocho.

## Transporte

### Colectivos
| Recorrido | Inicio      | Fin         |
| --------- | ----------- | ----------- |
| 1009      | El Bajo     | San Enrique |
| 1010      | San Enrique | El Arrayán  |